# Felipe Yofre (localidad)
Felipe Yofre es una localidad argentina situada en el departamento Mercedes de la Provincia de Corrientes.
Su acceso principal es la Ruta Nacional 123, que la comunica al oeste con Chavarría y al este con Mercedes. La distancia a la capital provincial es de 217 kilómetros.

## Toponimia
Su nombre recuerda a Felipe Yofre, quien fuera Ministro del Interior y brevemente Ministro de Relaciones Exteriores durante la segunda presidencia de Julio Argentino Roca.